# Bakı FK
Bakı Futbol Klubu – azerbejdżański klub piłkarski, z siedzibą w stolicy kraju Baku. Klub został założony w 1997 roku.

## Historia
Założony w 1997 jako Polis Akademiyası Baku w wyniku fuzji klubów Polis Akademiyası Činar i Gartal-95, w tym samym roku zmienił nazwę na Dinamo Baku. W latach 2000–2001 nazywał się Dinamo-Bakili, a następnie powrócił do nazwy Dinamo. Od 2004 nosi nazwę FK Baku.

## Sukcesy
- Mistrzostwo Azerbejdżanu: 2005/06, 2008/09
- Puchar Azerbejdżanu: 2004/05, 2009/10, 2011/12

## Europejskie puchary
Legenda do wszystkich tabel:
- Q – runda eliminacyjna, 1/16, 1/8, 1/4, 1/2 – odpowiednia faza rozgrywek, Grupa – runda grupowa, 1r gr – pierwsza runda grupowa, 2r gr – druga runda grupowa, F – finał, R – runda, PO – play-off
- k. – rzuty karne, los. – losowanie, Dogr. – dogrywka, w. – zasada bramek strzelonych na wyjeździe

| Sezon   | Rozgrywki        | Runda | Przeciwnik        | Dom | Wyjazd | Ogólnie     |
| ------- | ---------------- | ----- | ----------------- | --- | ------ | ----------- |
| 1998/99 | Puchar UEFA      | 1Q    | Argeș Pitești     | 0–2 | 1–5    | 1–7         |
| 2005/06 | Puchar UEFA      | 1Q    | MŠK Žilina        | 1–0 | 1–3    | 2–3         |
| 2006/07 | Liga Mistrzów    | 1Q    | Sioni Bolnisi     | 1–0 | 0–2    | 1–2         |
| 2007    | Puchar Intertoto | 1Q    | Dacia Kiszyniów   | 1–1 | 1–1    | 2–2, k: 1–3 |
| 2009/10 | Liga Mistrzów    | 2Q    | Ekranas Poniewież | 4–2 | 2–2    | 6–4         |
| 2009/10 | Liga Mistrzów    | 3Q    | Lewski Sofia      | 0–0 | 0–2    | 0–2         |
| 2009/10 | Liga Europy      | PO    | FC Basel          | 1–3 | 1–5    | 2–8         |
| 2010/11 | Liga Europy      | 2Q    | FK Budućnost      | 0–3 | 2–1    | 2–4         |
| 2012/13 | Liga Europy      | 1Q    | ND Mura 05        | 0–0 | 0–2    | 0–2         |